# Dijon Métropole Handball
Il Dijon Métropole Handball è una squadra di pallamano maschile francese con sede a Digione.

È stata fondata nel 1960 ed è l'erede del club precedente noto come CSL Dijon e Dijon Bourgogne Handball.

## Palmarès

### Trofei nazionali
- Campionato francese: 1
  - 1972-73.